# شیشه‌ماهی بی‌کیسه
شیشه‌ماهی بی‌کیسه (نام علمی: Amarsipus carlsbergi) نام یک گونه از راسته سوف‌ماهی‌سانان است.